# 20339 Ейлінрід
20339 Ейлінрід (20339 Eileenreed) — астероїд головного поясу, відкритий 21 квітня 1998 року.
Тіссеранів параметр щодо Юпітера — 3,302.